# Victor Kissine
Victor Kissine (Russisch: Виктор Кисин) (Leningrad, 1953) is een van oorsprong Russische componist en conservatoriumdocent.

## Biografie
Kissine studeerde aan de faculteit voor compositie en muziekwetenschap van het Conservatorium van Sint-Petersburg. Hij behaalde er een master en een doctorstitel bij Mikhail Druskin. In 1990 verhuisde hij naar België.
Kissine componeerde her verplicht werk Caprice voor de  Koningin Elisabethwedstrijd 2012 (voor viool). Hij componeerde al eerder onder andere concerten en symfonische werken, twee opera's, kamermuziek en filmmuziek.
Kissine is docent aan het Koninklijk Conservatorium (Bergen). Hij is sinds 2008 lid van de Académie royale des sciences, des lettres et des beaux-arts de Belgique.

## Werken (selectie)
- 1992: Passe la nuit (strijkkwartet)
- 2007: Barcarola (vioolconcert) [gecomponeerd voor Gidon Kremer]
- 2011: Caprice [gecomponeerd voor de Koningin Elisabethwedstrijd 2012 (voor viool)]

## Onderscheidingen
- 1995: Prijs van de Ireno Stichting (Tokio)

- Bibsys: 1498562805177
- Bibliothèque nationale de France: cb141474297 (data)
- CiNii: DA17701666
- Gemeinsame Normdatei: 13136135X
- International Standard Name Identifier: 0000 0000 6656 5718
- Library of Congress Control Number: nr2001023456
- MusicBrainz: 1b8059ca-de9d-4b3c-a3ea-3a24d04e06fa
- Nationale Bibliotheek van Israël: 987007263926005171
- Système universitaire de documentation: 156597993
- Virtual International Authority File: 10976733
- WorldCat: E39PBJckJKyBdddMG9qMVJd84q